# 玉山竹蚜
玉山竹蚜（学名：Melanaphis arundinariae）为常蚜科色蚜屬下的一个种。